# Trifid-köd
A Trifid-köd (Messier 20, NGC 6514) egy világító gázfelhő a Nyilas csillagképben, amely egy – a ködből képződött csillagokból álló – nyílthalmazt is tartalmaz. Guillaume Le Gentil francia csillagász fedezte fel 1750-ben, majd Charles Messier katalogizálta M20 számon. A trifid szó jelentése: három lebenyre osztott, amely az objektum jellegzetes megjelenése utal.
A Trifid-köd fontos csillagképződési hely; belsejében – az összesűrűsödő gázfelhőből – tömegesen alakulnak ki az új csillagok. A 2005 januárjában készített infravörös felvételeken 30 embrionális állapotú és 120 újszülött csillagot fedeztek fel, amelyeket korábban, az optikai felvételeken nem tudtak megjeleníteni.
A belsejében van egy O7-es színképtípusú, rendkívül forró csillag, tőle származik a látszó fényesség nagy része. Körülbelül 2200 fényév távolságra van.

## Megfigyelése
Közepes méretű köd, de csekély felületi fényessége miatt komolyabb távcsövekre van szükség a tanulmányozásához.
- Rektaszcenzió: 18h 04m 12s
- Deklináció: -22° 29' 00"
- Látszólagos fényesség: 9m
- Látszólagos átmérő: 29,27'